# Segnaletica stradale in Finlandia
I segnali stradali in Finlandia sono regolati dal Tieliikenneasetus 1982 (Codice della strada finlandese del 1982) e per ultimo aggiornati dal Tieliikenneasetuksesta (Regolamento sulla segnaletica) nel 2007. Sono installati lungo il ciglio della strada sul lato destro della carreggiata e sono suddivisi in segnali di pericolo, di precedenza, di divieto e restrizione, di obbligo, di regolazione stradale, di indicazione, di aiuto alla guida e pannelli integrativi.
Se vi è del testo nei segnali, questo è in lingua finlandese o svedese, senza traduzioni in altre lingue. Siccome molte località o strade hanno nomi in finlandese e svedese, sui segnali stradali sono riportate entrambe le versioni, soprattutto nelle zone nel sud ed ovest della Finlandia, mentre nelle parti interne dello Stato i nomi svedesi sono meno frequenti. In Lapponia, nel nord del Paese, i nomi sono anche riportati in lingua sami. La maggior parte dei segnali sono basati su disegni, eccezion fatta per quelli con scritte come il segnale di fermarsi e dare precedenza o quello di dogana.
Agli incroci non regolati da segnaletica stradale o semafori vige la regola generale di dare la precedenza ai veicoli provenienti da destra, a meno che non sia altrimenti specificato.

## Segnali di pericolo
I segnali di pericolo in Finlandia hanno sfondo giallo ed una classica forma triangolare. Di solito i segnali di pericolo sono installati ad una distanza compresa tra i 150 m e i 250 m ma lungo le autostrade sono collocati ad almeno 500 m dal punto pericoloso; al contrario nei centri abitati i segnali vengono collocati a distanze inferiori a quelle indicate.
| Segnale finlandese | Significato                                  | Spiegazione |
|                    | Curva a destra                               | Presegnala un tratto di strada non rettilineo pericoloso per la limitata visibilità o per caratteristiche del tracciato (curva stretta a destra). |
|                    | Curva a sinistra                             | Presegnala un tratto di strada non rettilineo pericoloso per la limitata visibilità o per caratteristiche del tracciato (curva stretta a sinistra). |
|                    | Curve, la prima a destra                     | Presegnala una doppia curva, di cui la prima a destra. |
|                    | Curve, la prima a sinistra                   | Presegnala una doppia curva, di cui la prima a sinistra. |
|                    | Salita ripida                                | Presegnala un tratto di strada in forte salita secondo il senso di marcia. La pendenza è espressa in percentuale. |
|                    | Discesa pericolosa                           | Presegnala un tratto di strada in discesa secondo il senso di marcia. La pendenza è espressa in percentuale. |
|                    | Strettoia                                    | Segnala un restringimento pericoloso della carreggiata. |
|                    | Doppio senso di circolazione                 | Segnala un tratto di strada che da senso unico diventa a doppio senso; il segnale è installato poco prima del punto dove inizia il doppio senso di circolazione. |
|                    | Ponte mobile                                 | Presegnala una struttura stradale mobile comunque manovrabile. |
|                    | Traghetto, molo o riva                       | Presegnala il pericolo di caduta in acqua. |
|                    | Coda                                         | Presegnala un tratto di strada in cui è in atto un forte rallentamento od una coda del traffico. |
|                    | Strada deformata                             | Segnala un tratto di strada in cattivo stato o con pavimentazione irregolare. |
|                    | Dosso                                        | Segnala un dosso stradale, un attraversamento pedonale rialzato o altre infrastrutture simili. |
|                    | Lavori                                       | Presegnala cantieri di lavori in corso, depositi temporanei di materiale, presenza di macchinari adibiti ai lavori stradali. |
|                    | Ghiaia                                       | Presegnala la presenza di pietrisco, di materiale minuto o granaglia che può essere proiettato a distanza o scagliato in aria dai veicoli in transito; di norma il segnale non è utilizzato sulle strade sterrate. |
|                    | Strada sdrucciolevole                        | Presegnala un tratto di strada che in particolari condizioni climatiche od ambientali può diventare sdrucciolevole. |
|                    | Banchina pericolosa                          | Presegnala un tratto di strada con una banchina cedevole od un alto scalino laterale. |
|                    | Attraversamento pedonale                     | Segnala l'avvicinarsi di un passaggio pedonale segnalato sulla carreggiata. |
|                    | Pedoni                                       | Segnala un tratto di strada dove è possibile trovare frequentemente pedoni che camminano lungo la carreggiata. |
|                    | Bambini                                      | Segnala luoghi frequentati da bambini, come le scuole, i giardini pubblici, i campi di gioco e simili. |
|                    | Ciclisti                                     | Presegnala un punto della strada dove ciclisti e ciclomotoristi si immettono o attraversano la strada. |
|                    | Sciatori                                     | Segnala la possibilità di incontrare sciatori sulla carreggiata. |
|                    | Attraversamento di alci                      | Presegnala un tratto di strada con probabile improvvisa presenza od attraversamento di alci. |
|                    | Attraversamento di renne                     | Presegnala un tratto di strada con probabile improvvisa presenza od attraversamento di renne. |
|                    | Attraversamento di cervi                     | Presegnala un tratto di strada con probabile improvvisa presenza od attraversamento di cervi. |
|                    | Intersezione                                 | Presegnala un incrocio in cui vige la regola generale di dare la precedenza a destra. |
|                    | Intersezione con strada di minore importanza | Presegnala un incrocio con una strada di minore importanza rispetto alla quale si gode del diritto di precedenza; l'aspetto grafico del segnale varia a seconda dell'effettiva geometria dell'intersezione. |
|                    | Semaforo                                     | Presegnala un impianto semaforico. |
|                    | Rotatoria                                    | Segnala un'intersezione regolata da circolazione rotatoria. |
|                    | Tram                                         | Segnala attraversamento tranviario. |
|                    | Passaggio a livello senza barriere           | Segnala un passaggio a livello senza barriere ed è integrato con il pannello distanziometrico a tre barre rosse. |
|                    | Passaggio a livello con barriere             | Segnala un passaggio a livello con barriere ed è integrato con il pannello distanziometrico a tre barre rosse. |
|                    | Pannelli distanziometrici                    | Indicano la distanza dal passaggio a livello per il quale vengono installati. Sono posti sul lato destro della carreggiata rispettivamente sotto il segnale triangolare di pericolo, a 2/3 e 1/3 della distanza dalla ferrovia. |
|                    | Ubicazione di un passaggio a livello         | Il segnale viene posto nelle immediate vicinanze di un passaggio a livello (con l'eccezione di quelli regolati dai movieri). Nel caso caso la ferrovia abbia un solo binario si utilizza il modello costituito da una sola croce di Sant'Andrea mentre nel caso la ferrovia abbia due o più binari si utilizza il modello che riporta anche la mezza croce aggiuntiva. |
|                    | Caduta massi                                 | Presegnala il pericolo di caduta massi dalle pareti rocciose sovrastanti la strada o la presenza di massi in carreggiata. |
|                    | Passaggio di aeroplani a bassa quota         | Presegnala la possibilità di improvvisi forti rumori o abbagliamenti dovuti ad aeroplani a bassa quota. |
|                    | Vento laterale                               | Presegnala la possibilità di forti raffiche di vento laterale. |
|                    | Altri pericoli                               | Segnala un pericolo diverso da quelli indicati negli altri segnali di pericolo; la natura del pericolo è indicata mediante un pannello complementare. |

## Segnali di precedenza
| Segnale finlandese | Significato                                        | Spiegazione |
|                    | Strada con diritto di precedenza                   | Indica l'inizio di una strada il cui traffico ha diritto di precedenza. |
|                    | Fine della strada con diritto di precedenza        | Indica la fine di una strada il cui traffico ha diritto di precedenza. |
|                    | Precedenza rispetto al traffico inverso            | Indica la precedenza rispetto ai veicoli provenienti in direzione opposta in una strada a doppio senso che consente il passaggio di una sola fila di veicoli.                                                     |
|                    | Precedenza ai veicoli provenienti in senso inverso | Prescrive di dare precedenza ai veicoli provenienti in direzione opposta in una strada a doppio senso che consente il passaggio di una sola fila di veicoli.                                                      |
|                    | Dare precedenza                                    | Prescrive un incrocio in cui è necessario dare precedenza in corrispondenza della linea orizzontale. |
|                    | Fermarsi e dare la precedenza                      | Prescrive l'obbligo di arrestarsi in ogni caso in corrispondenza della striscia trasversale di arresto ad un incrocio e di dare precedenza.                                                                       |
|                    | Attraversamento ciclabile                          | Prescrive l'obbligo di dare la precedenza ai ciclisti in attraversamento in corrispondenza di un attraversamento ciclabile; il segnale è utilizzato solo in corrispondenza di attraversamenti ciclabili rialzati. |

## Segnali di divieto e restrizione
| Segnale finlandese | Significato                                                            | Spiegazione |
|                    | Divieto di transito                                                    | Vieta a tutti i veicoli di entrare in una strada. |
|                    | Divieto di circolazione ai veicoli a motore                            | Vieta il transito a tutti i veicoli a motore. |
|                    | Divieto di circolazione per i mezzi destinati al trasporto merci       | Vieta il transito ai veicoli da trasporto non adibiti al trasporto di persone.                                                                                              |
|                    | Divieto di circolazione per i rimorchi                                 | Vieta il transito a tutti i veicoli con un rimorchio. |
|                    | Divieto di circolazione ai mezzi agricoli                              | Vieta il transito a tutti i mezzi agricoli e ai mezzi d'opera. |
|                    | Divieto di circolazione per i motocicli                                | Vieta il transito a tutti i veicoli a motore con due ruote. |
|                    | Accesso vietato alle motoslitte                                        | Vieta il transito alle motoslitte. |
|                    | Divieto di circolazione per i veicoli che trasportano merci pericolose | Vieta il transito ai veicoli che trasportano merci pericolose, come esplosivi, benzina, materie tossiche o radioattive.                                                     |
|                    | Accesso vietato agli autobus                                           | Vieta il transito agli autobus. |
|                    | Divieto di circolazione per i ciclomotori                              | Vieta il transito ai ciclomotori. |
|                    | Divieto di circolazione alle biciclette e ai ciclomotori               | Vieta il transito alle biciclette e ai ciclomotori. |
|                    | Accesso vietato ai pedoni                                              | Vieta il transito ai pedoni. |
|                    | Accesso vietato ai pedoni, alle biciclette e ai ciclomotori            | Vieta il transito ai pedoni, alle biciclette e ai ciclomotori. |
|                    | Accesso vietato agli animali da sella                                  | Vieta il transito agli animali da sella. |
|                    | Divieto di accesso                                                     | Vieta ai veicoli di entrare in una strada accessibile invece in un altro senso.                                                                                             |
|                    | Divieto di svoltare a sinistra                                         | Vieta di svoltare a sinistra e di effettuare un'inversione a U al prossimo incrocio.                                                                                        |
|                    | Divieto di svoltare a destra                                           | Vieta di svoltare a destra al prossimo incrocio. |
|                    | Divieto d'inversione                                                   | Vieta di effettuare un'inversione di marcia. |
|                    | Larghezza massima                                                      | Vieta il transito ai veicoli aventi larghezza superiore a quella indicata in metri.                                                                                         |
|                    | Altezza massima                                                        | Vieta il transito ai veicoli aventi altezza superiore a quella indicata in metri.                                                                                           |
|                    | Lunghezza massima                                                      | Vieta il transito ai veicoli od ai complessi di veicoli di lunghezza superiore alla lunghezza indicata in metri.                                                            |
|                    | Peso massimo                                                           | Vieta il transito ai veicoli aventi massa superiore a quella indicata in tonnellate al momento del transito.                                                                |
|                    | Peso massimo di autocarri ed autotreni                                 | Vieta il transito agli autocarri ed autotreni aventi massa superiore a quella indicata in tonnellate al momento del transito.                                               |
|                    | Peso massimo sull'asse                                                 | Vieta il transito ai veicoli aventi sull'asse più caricato una massa superiore a quella indicata al momento del transito.                                                   |
|                    | Peso massimo sulla coppia di assi                                      | Vieta il transito ai veicoli aventi sulla coppia di assali gemelli più caricata una massa superiore a quella indicata al momento del transito.                              |
|                    | Divieto di sorpasso                                                    | Vieta di sorpassare i veicoli a motore con più di due ruote. |
|                    | Fine divieto di sorpasso                                               | Indica la fine del divieto a tutti i veicoli di sorpassare i veicoli con più di due ruote.                                                                                  |
|                    | Divieto di sorpasso per gli autocarri                                  | Indica il divieto a tutti i veicoli, non adibiti al trasporto di persone, di massa a pieno carico superiore a 3,5 t di sorpassare i veicoli a motore con più di due ruote.  |
|                    | Fine del divieto di sorpasso per gli autocarri                         | Indica la fine del divieto a tutti i veicoli non adibiti al trasporto di persone di massa a pieno carico oltre 3,5 t di sorpassare i veicoli a motore con più di due ruote. |
|                    | Velocità massima                                                       | Indica la velocità massima in chilometri orari alla quale i veicoli possono procedere immediatamente dopo il segnale.                                                       |
|                    | Fine della velocità massima                                            | Indica la fine del limite sulla velocità massima alla quale i veicoli possono procedere e ripristina il consueto limite di velocità relativo alla strada percorsa.          |
|                    | Zona a velocità limitata                                               | Indica una zona in cui la velocità è limitata a 30 km/h. |
|                    | Fine zona a velocità limitata                                          | Indica la fine di una zona con velocità limitata. |
|                    | Limiti di velocità per corsie                                          | Indica i limiti di velocità relativi alle singole corsie. |
|                    | Divieto di fermata                                                     | Vieta la sosta e la fermata o qualsiasi temporanea sospensione della marcia ai veicoli.                                                                                     |
|                    | Divieto di sosta                                                       | Vieta la sosta, fermata prolungata (parcheggio) ai veicoli, in quei luoghi dove per regola generale non vige tale divieto.                                                  |
|                    | Zona a sosta vietata                                                   | Indica una zona in cui vige il divieto di sosta. |
|                    | Fine della zona a sosta vietata                                        | Indica la fine della zona con divieto di sosta. |
|                    | Posti riservati ai taxi                                                | Consente la sosta unicamente alle auto di trasporto pubblico. |
|                    | Posti riservati ai taxi                                                | Consente la sosta e la fermata unicamente alle auto di trasporto pubblico.                                                                                                  |
|                    | Divieto di sosta nei giorni dispari                                    | Vieta la sosta ai veicoli dalle ore 8:00 dei giorni con data dispari fino alle ore 8:00 del giorno successivo.                                                              |
|                    | Divieto di sosta nei giorni pari                                       | Vieta la sosta ai veicoli dalle ore 8:00 dei giorni con data pari fino alle ore 8:00 del giorno successivo.                                                                 |
|                    | Fermarsi alla dogana                                                   | Obbliga i conducenti all'arresto per i controlli doganali in prossimità delle frontiere nazionali.                                                                          |
|                    | Fermarsi per controlli                                                 | Obbliga i conducenti all'arresto per i controlli specificati all'interno del segnale.                                                                                       |
|                    | Distanza minima tra veicoli a motore                                   | Vieta di seguire il veicolo a motore che precede ad una distanza inferiore a quella indicata, in metri, sul segnale.                                                        |

## Segnali di obbligo
| Segnale finlandese | Significato                                   | Spiegazione |
|                    | Direzione obbligatoria a destra               | Indica che la sola direzione consentita al conducente è quella di andare a destra. |
|                    | Direzione obbligatoria dritto                 | Indica che la sola direzione consentita al conducente è quella di andare diritto. |
|                    | Preavviso di direzione obbligatoria a destra  | Preavvisa che la sola direzione consentita al conducente è quella di andare a destra. |
|                    | Circolare diritto o svoltare a destra         | Direzioni consentite a dritto e a destra. |
|                    | Svoltare a destra o a sinistra                | Direzioni obbligatorie a destra e a sinistra. |
|                    | Intersezione con percorso rotatorio obbligato | Indica ai conducenti l'obbligo di circolare nel verso antiorario indicato dalle frecce attorno all'area di rotazione. È posto subito prima di una piazza dove si svolge circolazione rotatoria.            |
|                    | Passaggio obbligatorio a destra               | Obbliga i conducenti a passare a destra dell'ostacolo come un cantiere, uno spartitraffico, un salvagente o un'isola di traffico.                                                                          |
|                    | Passaggio obbligatorio a destra o sinistra    | Obbliga i conducenti a passare a destra o a sinistra dell'ostacolo come un cantiere, uno spartitraffico, un salvagente o un'isola di traffico.                                                             |
|                    | Percorso pedonale                             | Indica un percorso riservato ai pedoni. |
|                    | Pista ciclabile                               | Indica l'inizio di un percorso riservato e obbligatorio per le biciclette. Se esplicitamente consentito da un pannello integrativo la pista ciclabile può essere aperta anche al transito dei ciclomotori. |
|                    | Percorso misto pedonale e ciclabile           | Indica l'inizio di un percorso riservato ai pedoni ed alle biciclette. |
|                    | Percorso ciclabile adiacente al marciapiede   | Indica l'inizio di un percorso ciclabile contiguo al marciapiede. |
|                    | Strada per motoslitte                         | Indica l'inizio di un percorso riservato alle motoslitte; pedoni e sciatori sono comunque ammessi al transito e devono tenersi sul margine destro della pista.                                             |
|                    | Strada per animali da sella                   | Indica l'inizio di un percorso riservato agli animali da sella. |

## Segnali di regolazione stradale
| Segnale finlandese | Significato                               | Spiegazione |
|                    | Passaggio pedonale                        | Indica un attraversamento pedonale non regolato da semaforo e non in corrispondenza di un incrocio stradale. |
|                    | Parcheggio di interscambio con treno      | Indica parcheggio dal quale è possibile prendere il treno. |
|                    | Parcheggio di scambio con bus             | Indica parcheggio dal quale è possibile prendere l'autobus. |
|                    | Parcheggio                                | Indica un parcheggio autorizzato. Consente la sosta a tempo indeterminato salvo indicazioni differenti. |
|                    | Disposizione delle auto in un parcheggio  | Indica la disposizione delle auto da seguire per posteggiare le auto negli spazi indicati. |
|                    | Punto di passaggio                        | Indica una piazzuola in cui è possibile incrociare le auto provenienti nella direzione opposta lungo strade strette. |
|                    | Fermata di autobus urbano                 | Segnala una fermata di autobus urbano. |
|                    | Fermata di autobus extraurbano            | Segnala una fermata di autobus extraurbano. |
|                    | Fermata di tram                           | Segnala una fermata di tram. |
|                    | Parcheggio riservato ai taxi              | Segnala un parcheggio riservato ai taxi. |
|                    | Corsia per autobus                        | Indica l'inizio di una corsia riservata agli autobus. |
|                    | Corsia per autobus e taxi                 | Indica l'inizio di una corsia riservata agli autobus ed ai taxi. |
|                    | Fine della corsia per autobus             | Indica la fine della corsia riservata agli autobus. Sulle corsie riservate agli autobus possono circolare anche tram, veicoli di polizia, veicoli di emergenza e, se la corsia è situata presso il margine destro della strada, anche biciclette, ciclomotori e carrozzine.                      |
|                    | Fine della corsia per autobus e taxi      | Indica la fine della corsia riservata agli autobus ed ai taxi. Sulle corsie riservate agli autobus e ai taxi possono circolare anche tram, veicoli di polizia, veicoli di emergenza e, se la corsia è situata presso il margine destro della strada, anche biciclette, ciclomotori e carrozzine. |
|                    | Corsia per tram                           | Indica l'inizio di una corsia riservata ai tram. Sulle corsie riservate ai tram possono circolare anche veicoli di polizia e veicoli di emergenza. |
|                    | Corsia per tram e taxi                    | Indica l'inizio di una corsia riservata ai tram ed ai taxi. Sulle corsie riservate ai tram e ai taxi possono circolare anche veicoli di polizia e veicoli di emergenza |
|                    | Fine della corsia per tram                | Indica la fine della corsia riservata ai tram. |
|                    | Fine della corsia per tram e taxi         | Indica la fine della corsia riservata ai tram ed ai taxi. |
|                    | Senso unico                               | Segnala il termine del doppio senso di circolazione all'interno di una carreggiata. |
|                    | Autostrada                                | Indica l'inizio di un'autostrada. |
|                    | Fine dell'autostrada                      | Indica la fine di un'autostrada. |
|                    | Strada riservata ai veicoli a motore      | Indica l'inizio di una strada riservata ai veicoli a motore. |
|                    | Fine strada riservata ai veicoli a motore | Indica la fine di una strada riservata ai veicoli a motore. |
|                    | Galleria                                  | Indica l'inizio di una galleria e la eventuale lunghezza. |
|                    | Fine galleria                             | Indica la fine della galleria. |
|                    | Piazzuola di fermata per veicoli in panne | Indica una piazzola dove è consentita la fermata di veicoli in panne. |
|                    | Centro abitato                            | Indica l'inizio di un centro abitato. |
|                    | Fine del centro abitato                   | Indica la fine di un centro abitato. |
|                    | Strada residenziale                       | Indica l'inizio di una zona residenziale. |
|                    | Fine della strada residenziale            | Indica la fine di una zona residenziale. |
|                    | Zona pedonale                             | Indica l'inizio di una zona pedonale. |
|                    | Fine della zona pedonale                  | Indica la fine della zona pedonale. |

## Segnali di indicazione
| Segnale finlandese | Significato                                                   | Spiegazione |
|                    | Presegnalazione di direzioni su strada extraurbana            | Indica le direzioni raggiungibili al prossimo incrocio su strada extraurbana.                                           |
|                    | Presegnalazione di direzioni su strada extraurbana principale | Indica le direzioni raggiungibili al prossimo incrocio lungo una strada extraurbana principale.                         |
|                    | Deviazione                                                    | Indica una deviazione lungo la strada che si sta percorrendo e le direzioni.                                            |
|                    | Preavviso di deviazione per restrizioni temporanee            | Preavvisa una deviazione lungo la strada che si sta percorrendo per delle limitazioni temporanee.                       |
|                    | Preavviso di deviazione                                       | Preavvisa una deviazione lungo la strada che si sta percorrendo.                                                        |
|                    | Svolta a sinistra indiretta                                   | Indica le manovre da effettuare per svoltare a sinistra.                                                                |
|                    | Utilizzo delle corsie in un incrocio                          | Indica la canalizzazione che si ha nel prossimo incrocio.                                                               |
|                    | Utilizzo delle corsie                                         | Indica l'utilizzo delle corsie disponibili.                                                                             |
|                    | Riduzione delle corsie disponibili                            | Indica una riduzione delle corsie disponibili.                                                                          |
|                    | Presegnalazione di direzioni su strada comune a ponte         | Indica le direzioni raggiungibili al prossimo incrocio lungo una strada comune e posto a scavalco sopra la carreggiata. |
|                    | Cartello indicatore su strada extraurbana principale          | Indica le direzioni raggiungibili al prossimo incrocio lungo una strada extraurbana principale.                         |
|                    | Uscita di strada extraurbana con direzione                    | Indica le direzioni raggiungibili all'uscita sulla quale è posto.                                                       |
|                    | Preavviso di direzione su strada privata                      | Preavvisa le direzioni raggiungibili al prossimo incrocio lungo una strada privata.                                     |
|                    | Cartello indicatore su strada privata                         | Indica le direzioni raggiungibili al prossimo incrocio lungo una strada privata.                                        |
|                    | Direzione per veicoli leggeri come biciclette o pedoni        | Indica le direzioni raggiungibili per veicoli leggeri o pedoni.                                                         |
|                    | Direzione con deviazione                                      | Indica la località raggiungibile tramite la deviazione lungo la strada che si sta percorrendo.                          |
|                    | Direzione con deviazione                                      | Indica la direzione raggiungibile tramite la deviazione lungo la strada che si sta percorrendo.                         |
|                    | Cartello indicatore su strada urbana                          | Indica le direzioni raggiungibili al prossimo incrocio lungo una strada urbana.                                         |
|                    | Cartello indicatore per autostrada                            | Indica le direzioni raggiungibili al prossimo incrocio per raggiungere un'autostrada.                                   |
|                    | Cartello indicatore per raggiungere un parcheggio di scambio  | Indica la direzione da seguire per raggiungere un parcheggio di interscambio lungo una strada urbana.                   |
|                    | Strada senza uscita                                           | Indica una strada senza uscita per tutti i veicoli.                                                                     |
|                    | Preavviso di strada senza uscita                              | Preavvisa una strada senza uscita per tutti i veicoli.                                                                  |
|                    | Velocità consigliata                                          | Indica la velocità consigliata nel tratto di strada.                                                                    |
|                    | Segnale di conferma per le strade convenzionali               | Indica la distanza dalle località indicate nel segnale.                                                                 |
|                    | Inizio del comune                                             | Indica l'inizio di un centro abitato.                                                                                   |
|                    | Numero strada europea                                         | Identifica una strada europea.                                                                                          |
|                    | Numero strada principale                                      | Identifica una strada principale tra 1 e 39.                                                                            |
|                    | Numero strada principale                                      | Identifica una strada principale tra 40 e 99.                                                                           |
|                    | Numero strada regionale                                       | Identifica una strada regionale.                                                                                        |
|                    | Numero strada secondaria                                      | Identifica una strada secondaria.                                                                                       |
|                    | Strada di raccordo per la strada principale                   | Identifica una strada di raccordo per la strada principale del numero indicato.                                         |
|                    | Autostrada                                                    | Simbolo di un'autostrada.                                                                                               |
|                    | Strada riservata ai veicoli a motore                          | Simbolo di una strada riservata ai veicoli a motore.                                                                    |
|                    | Aeroporto                                                     | Simbolo di un aeroporto.                                                                                                |
|                    | Porto                                                         | Simbolo di un porto. |
|                    | Porto commerciale                                             | Simbolo di un porto commerciale.                                                                                        |
|                    | Zona industriale                                              | Simbolo di una zona industriale.                                                                                        |
|                    | Parcheggio                                                    | Simbolo di un parcheggio.                                                                                               |
|                    | Stazione ferroviaria                                          | Simbolo di una stazione ferroviaria.                                                                                    |
|                    | Autostazione                                                  | Simbolo di una stazione di bus.                                                                                         |
|                    | Itinerario per la categoria indicata                          | Indica un itinerario per la categoria di veicoli indicata.                                                              |
|                    | Itinerario per pedoni                                         | Indica un itinerario per i pedoni.                                                                                      |
|                    | Itinerario per disabili                                       | Indica un itinerario per i disabili.                                                                                    |
|                    | Itinerario per merci pericolose                               | Indica un itinerario per i veicoli che trasportano merci pericolose.                                                    |
|                    | Sottopassaggio o sovrappassaggio pedonale                     | Indica un sottopassaggio od un sovrappassaggio pedonale.                                                                |
|                    | Rampa pedonale                                                | Indica una rampa pedonale.                                                                                              |
|                    | Uscita di emergenza                                           | Indica un'uscita di emergenza in una galleria.                                                                          |
|                    | Direzione e distanza per l'uscita di emergenza                | Indica la distanza e la direzione per la più vicina uscita di emergenza.                                                |
|                    | Area di servizio                                              | Indica i servizi e l'eventuale distanza per una stazione di servizio.                                                   |
|                    | Direzione per strutture turistiche                            | Indica la direzione e l'eventuale distanza per i servizi turistici indicati.                                            |
|                    | Direzione per servizi turistici                               | Indica la direzione e l'eventuale distanza per i servizi turistici indicati.                                            |
|                    | Radio informazioni stradali                                   | Indica la frequenza sulla quale si possono ricevere notizie sullo stato del traffico.                                   |
|                    | Informazioni                                                  | Indica la presenza di un punto informazioni.                                                                            |
|                    | Informazioni                                                  | Indica la presenza di un punto informazioni.                                                                            |
|                    | Pronto soccorso                                               | Indica la presenza di un pronto soccorso.                                                                               |
|                    | Riparazioni                                                   | Indica la presenza di un centro di riparazioni.                                                                         |
|                    | Rifornimento                                                  | Indica la presenza di un posto di rifornimento.                                                                         |
|                    | Albergo o motel                                               | Indica la presenza di un albergo o un motel.                                                                            |
|                    | Ristorante                                                    | Indica la presenza di un ristorante.                                                                                    |
|                    | Bar                                                           | Indica la presenza di un bar.                                                                                           |
|                    | Bagni pubblici                                                | Indica la presenza di servizi igienici pubblici.                                                                        |
|                    | Ostello della gioventù                                        | Indica la presenza di un ostello della gioventù.                                                                        |
|                    | Campeggio                                                     | Indica un campeggio. |
|                    | Terreno per roulotte                                          | Indica un terreno per la sosta di roulotte o motorhome.                                                                 |
|                    | Area pic-nic                                                  | Indica la presenza di un'area pic-nic.                                                                                  |
|                    | Punto di partenza per un percorso escursionistico             | Indica la presenza di percorso escursionistico con partenza nei pressi del segnale.                                     |
|                    | Itinerario turistico                                          | Indica la denominazione di un itinerario turistico.                                                                     |
|                    | Museo                                                         | Indica la presenza di un museo.                                                                                         |
|                    | Luogo Patrimonio mondiale dell'umanità                        | Indica la presenza di un luogo dichiarato Patrimonio mondiale dell'umanità dall'UNESCO.                                 |
|                    | Luogo naturalistico                                           | Indica la presenza di un luogo di interesse naturalistico.                                                              |
|                    | Punto panoramico                                              | Indica la presenza di un punto panoramico.                                                                              |
|                    | Zoo                                                           | Indica la presenza di uno zoo.                                                                                          |
|                    | Attrazione turistica                                          | Indica la presenza di un'attrazione turistica.                                                                          |
|                    | Luogo di balneazione                                          | Indica la presenza di un luogo in cui è possibile la balneazione.                                                       |
|                    | Punto di pesca                                                | Indica la presenza di un fiume o lago o mare in cui si può pescare.                                                     |
|                    | Skilift                                                       | Indica la presenza di uno skilift.                                                                                      |
|                    | Campo da golf                                                 | Indica la presenza di un campo da golf.                                                                                 |
|                    | Parco di divertimenti                                         | Indica la presenza di un parco di divertimenti.                                                                         |
|                    | Cottage                                                       | Indica la presenza di un cottage.                                                                                       |
|                    | Bed & breakfast                                               | Indica la presenza di un bed & breakfast.                                                                               |
|                    | Negozio a vendita diretta                                     | Indica la presenza di un punto di vendita diretta a km zero.                                                            |
|                    | Artigianato                                                   | Indica la presenza di un centro di artigianato.                                                                         |
|                    | Agriturismo                                                   | Indica la presenza di un agriturismo.                                                                                   |
|                    | Centro di equitazione                                         | Indica la presenza di un centro di equitazione.                                                                         |
|                    | Telefono di emergenza                                         | Indica la presenza di un telefono di emergenza.                                                                         |
|                    | Estintore                                                     | Indica la presenza di un estintore.                                                                                     |

## Pannelli integrativi
| Segnale finlandese | Significato                                               | Spiegazione |
|                    | Segnale riferito alla prossima svolta                     | Indica che il segnale stradale a cui si riferisce il pannello integrativo è per la strada che si interseca. |
|                    | Segnale riferito alla direzione indicata                  | Indica che il segnale stradale a cui si riferisce il pannello integrativo è per la direzione indicata. |
|                    | Segnale riferito alla direzione ed alla distanza indicate | Indica che il segnale stradale a cui si riferisce il pannello integrativo è per la direzione ed alla distanza indicata. |
|                    | Estesa                                                    | Indica per quanti metri o chilometri il segnalea cui si riferisce è valido. |
|                    | Distanza                                                  | Indica la distanza alla prescrizione indicata. |
|                    | Distanza allo STOP                                        | Indica la distanza al segnale di fermarsi e dare precedenza. |
|                    | Larghezza                                                 | Indica la larghezza specifica. |
|                    | Altezza                                                   | Indica l'altezza specifica. |
|                    | Altezza dei cavi elettrici                                | Indica l'altezza dal suolo dei cavi dell'alta tensione soprastanti la carreggiata. |
|                    | Ambo le direzioni                                         | Indicano che il segnale a cui sono applicati vale in ambo le direzioni. |
|                    | Inizio e fine                                             | Indicano l'inizio e la fine di una prescrizione. |
|                    | Disabili                                                  | Indica che la prescrizione è riservata alle persone con disabilità. |
|                    | Disposizione dei posti auto                               | Indicano la disposizione dei posti auto: a cavallo o interamente sulla banchina. |
|                    | Specifiche categorie per divieto di accesso               | Indicano la categoria di veicoli per i quali è vietato l'accesso ad una strada: veicoli che trasportano merci pericolose di cat. A o di cat. B. |
|                    | Limiti temporali                                          | Indicano la durata temporale a cui il pannello integrativo si riferisce. Le cifre nere senza parentesi si riferiscono ai giorni feriali (tranne i prefestivi). Le cifre tra parentesi in nero si riferiscono al sabato o ad un giorno prefestivo. I numeri rossi si riferiscono alla domenica o ad un giorno festivo. |
|                    | Limite di tempo                                           | Indica la durata temporale a cui il pannello integrativo si riferisce. |
|                    | Zona soggetta a sosta a pagamento                         | Indica che per parcheggiare in quella zona è necessario pagare il biglietto ed in che fascia oraria è valida tale prescrizione. |
|                    | Zona disco                                                | Indica che per parcheggiare in quella zona è necessario il disco orario, per quanti minuti è consentita la sosta e gli orari di applicazione di tale prescrizione. |
|                    | Andamento della strada principale                         | Indicano l'andamento della strada principale. |
|                    | Veicoli a slitta                                          | Indica che è possibile l'attraversamento o la circolazione di veicoli a slitta. |
|                    | Pista ciclabile a doppio senso di marcia                  | Indica che la pista ciclabile sulla quale è installato è a doppio senso di marcia. |
|                    | Estintore e telefono di emergenza                         | Indica la presenza di un estintore ed un telefono di emergenza. |